# Хаджы Халил-паша
Хаджы Халил-паша (тур. Hacı Halil Paşa; ? — 1733) — османский государственный деятель, великий визирь Османской империи (21 августа 1716 — 26 августа 1717).

## Ранние годы
По национальности — албанец. Вместе сос воим старшим братом Синан-агой Халил-паша служил в корпусе бостанджи. В 1694 году он подал в отставку и был отправлен в Багдад (ныне — Ирак) в качестве подчиненного багдадского губернатора. В 1711 году Хаджи Халил-паша был повышен до командования корпуса бостанджи. В 1716 году он был назначен бейлербеем эялета Эрзурум. Однако он не служил в Эрзуруме из-за начала австро-турецкой войны (1716—1718), будучи переведен на службу в Белград (ныне — Сербия).

## Великий визирь
Во время битвы с австрийцами при Петроварадине 5 августа 1716 года погиб великий визирь Силахдар Али-паша. По предложению военачальников султан Ахмед III назначил Халил-пашу новым великим визирем. В следующем году он участвовал в военной кампании по оказанию помощи гарнизону в крепости Белград, осажденной австрийской армией. Однако австрийский главнокомандующий Евгений Савойский 16 августа 1717 года разгромил Халила-пашу и захватил Белград. После этого поражения он был отстранен от занимаемой должности 26 августа 1717 года.

## Более поздние годы
Хотя его приговорили к смертной казни, Хаджы Халил-паша скрывался в Стамбуле. 7 июня 1720 года он был обнаружен, но с помощью своих сторонников был помилован. В 1727 году он стал губернатором санджака Эгрибоза (Халкис) в центральной Греции, а в следующем году он был назначен губернатором Крита, где и умер в 1733 году.